# Кольбай
Кольба́й (каз. Көлбай) — село у складі Алакольського району Жетисуської області Казахстану. Адміністративний центр Кольбайського сільського округу.
Населення — 1465 осіб (2021; 1531 у 2009, 1820 у 1999, 1934 у 1989).